# Peter Deljan
Peter Deljan (bolgarsko Петър Делян, latinizirano: Petr Deljan, srednjeveško grško Πέτρος Δελεάνος, latinizirano: Pétros Deleános), včasih naveden kot Peter II. (Peтър II), je bil vodja velike vstaje Bolgarov proti bizantinski oblasti v Bolgarski temi poleti 1040, * ni znano, †  1041. 
Kot vnuka carja Samuela so ga leta 1040 v Beogradu, takrat v Bolgarski temi, razglasili za bolgarskega carja. Njegovo prvotno ime je bilo verjetno preprosto Deljan, ob razglasitvi za carja pa je privzel ime Peter II., morda v spomin na svetega cesarja Petra I., ki je umrl leta 970. Natančnega leta njegovega rojstva ni mogoče z gotovostjo ugotoviti, vendar se domneva, da je bil rojen v začetku 11. stoletja, verjetno med letoma 1000 in 1014. Podobno je leto njegove smrti ocenjeno na 1041. 

## Poreklo
Petrovo poreklo ni jasno. On sam je trdil, da je sin carja Gavrila Radomirja in vnuk Samuela Bolgarskega, lahko pa je bil tudi domačin, ki je postal vodja upora in trdil, da je Samuelov vnuk, da bi upravičil svojo razglasitev za bolgarskega carja.

### Deljan kot Radomirjev sin
Tisti, ki menijo, da je bil Peter Radomirjev sin, menijo, da je bil rojen iz Radomirjevega zakona z Margerito Ogrsko, sestro ogrskega kralja Štefana I. Petrova mati naj bi bila med nosečnostjo izgnana s Samuelovega dvora pred Gavrilovim prihodom na oblast, glede na Deljanovo kasnejšo kariero je bolj verjetno, da je bil rojen v Bolgariji in tam ostal s svojim očetom. 
Po umoru Gavrila Radomirja s strani Ivana Vladislava leta 1015 in osvojitvi Bolgarije s strani Bizantinskega cesarstva leta 1018 je bil Deljan odpeljan v Konstantinopel in postal služabnik neznanega člana bizantinske aristokracije. Kasneje je pobegnil v državo svoje matere na Ogrsko, od koder se je vrnil v Bolgarijo in sprožil upor proti bizantinski vladavini, pri čemer je izkoristil nezadovoljstvo zaradi uvedbe davkov v denarju s strani bizantinske vlade. 

### Deljan kot lokalni Bolgar
Tisti, ki nasprotujejo teoriji, da je bil Samuelov vnuk, in menijo, da je bil zgolj lokalni Bolgar, trdijo, da so ga za carja razglasili v Beogradu, ne zato, ker je bilo to prvo mejno mesto med Bizantinskim cesarstvom in Ogrsko, ki ga je dosegel, ampak zato, ker je bil Beograd prvo pomembno mesto, ki so ga uporniki zavzeli. Trdijo tudi, da je zelo malo verjetno, da bi Ivan Vladislav, ki je leta 1015 umoril svojega bratranca Gavrila Radomirja, domnevnega Deljanovega očeta, in svojo takratno ženo Marijo, da bi zasedel prestol, ne ubil tudi Radomirjevega sina in dedičev, če bi jih lahko dosegel. Znano je, da je Ivan Vladislav ukazal usmrtiti tudi velikega kneza Duklje Jovana Vladimirja, ki je bil Samuelov zet in zato grožnja njegovemu položaju bolgarskega carja. 

## Vstaja
Petar Deljan je bil vodja vstaje, ki je izbruhnila poleti 1040 v Bolgarski temi proti Bizantinskemu cesarstvu. Dva glavna vzroka vstaje sta bila: 
- zamenjava bolgarskega ohridskega nadškofa z grško govorečim Bizantincem leta 1037 in začetek procesa helenizacije in
- uvedba davkov v denarju za lokalno prebivalstvo.

Vstaja se je razširila in uporniki so zelo hitro prevzeli oblast nad severnim delom Pomoravja in zavzeli Beograd. Deljan je bil tam razglašen za carja Bolgarije in je privzel ime Peter II., potem ko so ga voditelji upora tradicionalno dvignili na ščitu. Za carja je bil razglašen kot vnuk carja Samuela in morda s podporo Kraljevine Ogrske. 
Peter Deljan je zavzel Niš in Skopje in sprejel in nato odstranil nekega Tihomirja, ki je vodil upor v okolici Drača. Zatem je krenil na Solun, kjer je bival bizantinski cesar Mihael IV. Cesar je pobegnil in prepustil svojo zakladnico nekemu Mihaelu Ivaču, verjetno sinu generala Samuela Bolgarskega, ki je večino zakladnice nemudoma predal Petru. Solun je ostal v bizantinskih rokah, Makedonijo, Drač in druge dele severne Grčije pa so zavzele sile Petra Deljana, kar je spodbudilo nadaljnje slovanske upore proti bizantinski oblasti v Epirju in Albaniji. 
Uspehi Petra Deljana pa so se končali, ko se je v dogajanja vmešal Petrov bratranec Aluzijan. Aluzijanov oče Ivan Vladislav je leta 1015 umoril Petrovega očeta Gavrila Radomirja, Aluzijan pa se je pridružil Petru kot lažni osramočeni dezerter z bizantinskega dvora. Peter ga je pozdravil in mu dal vojsko, s katero naj bi napadel Solun. Bizantinci so razbili njegovo obleganje Soluna in ga porazili. Aluzijan se je komaj rešil in se vrnil v Arniso v severni Grčiji. 
Leta 1041 je Aluzijan med večerjo pijanemu Deljanu s kuhinjskim nožem odrezal nos in ga oslepil. Ker je bil tudi Aluzijan potomec Samuela Bolgarskega, so ga njegovi vojaki hitro razglasili za cesarja in Petrovega naslednika. Ko so se bolgarske in bizantinske čete pripravljale na odločilno bitko, je Aluzijan prebegnil k Bizantincem in se odpravil proti Konstantinoplu, kjer mu je bilo povrnjeno premoženje in posesti in je bil nagrajen z visokim dvornim položajem magistra (magistrios). 
Medtem je Petar Deljan, čeprav slep, ponovno prevzel poveljstvo nad bolgarskimi silami, vendar je bil v nejasni bitki proti cesarju Mihaelu IV. pri Arnisi poražen in ujet. Odpeljan je bil v Konstantinopel in tam verjetno usmrčen. Po nekaterih kasnejših legendah naj bi bil izgnan v samostan v soteski Iskar v gorah Balkana, kjer je umrl. 
Nordijske sage govorijo o sodelovanju bodočega norveškega kralja Haralda Hardrada v Petrovi vstaji. Harald naj bi kot pripadnik varjaške garde na bojnem polju posekal Petra Deljana. Izročilo je morda podprto z jedrnatim sklicem v tako imenovani Bolgarski apokrifni kroniki. V obeh primerih bi Peter Deljan lahko umrl leta 1041.